# Ісмаїл ульд Бедда ульд Шейх Сідійя
Ісмаїл ульд Бедда ульд Шейх Сідійя (араб. إسماعيل ولد بده ولد الشيخ سيديا‎; нар. 17 березня 1961 Бутіліміт) — мавританський політик,  5 серпня 2019 — 6 серпня 2020 обіймав посаду прем'єр-міністра Мавританії. Він є одним із членів-засновників правлячої партії Союз за республіку.
Ісмаїл народився у Бутіліміті і здобув науковий ступінь інженера у Паризькій центральній школі Ульд Шейх Сідійя розпочав свою кар'єру керівником кабінету з вивчення та програмування Société Nationale Industrielle et Minière (SNIM), державної гірничої компанії. Потім працював на інших посадах уряду Мавританії. В 2009—2014 роках був міністром з питань житлового будівництва, містобудування та регіонального розвитку. Після цього він не мав конкретної посади, але продовжував працювати в апараті партії.
3 серпня 2019 року президентом Мухаммед ульд аш-Шейх аль-Газуані був призначений прем'єр-міністром Мавританії, посаду обійняв через два дні.,